# Oenanthe hookeri
Oenanthe hookeri är en flockblommig växtart som beskrevs av Charles Baron Clarke. Oenanthe hookeri ingår i släktet stäkror, och familjen flockblommiga växter. Inga underarter finns listade i Catalogue of Life.